# Бріс Оліґі
Бригадний генерал Бріс Клотер Оліґі Нгема (фр. вимова: [bʁis klɔ.tɛʁ ɔ.li.gi ɲwɛ.ma]) — габонський військовий офіцер, тимчасовий президент Габону (з 30 серпня 2023 року), голова Комітету з переходу та відновлення інституцій і Головнокомандувач Республіканська гвардія Габону. Вважається, що він зіграв ключову роль у державному перевороті в Габоні 2023 року, коли було повалено його двоюрідного брата Алі Бонго. Також відомий як мультимільйонер, замішаний у справі про розкрадання та зв'язки з наркоколами південноамерикансько-івуарських картелів.

## Раннє життя
Син матері Теке та батька Фанга, Оліґі народився в провінції Верхнє Огове в Габоні, яка вважалася оплотом правлячої родини Бонго. Він пов'язаний з сім'єю колишнього президента Омара Бонго і навчався в університеті Омара Бонго. Був військовим офіцером. Оліґі здебільшого виховувала його мати та її сім'я з Верхнє Огове.

## Кар'єра
Оліґі навчався в Королівській військовій академії Мекнеса в Марокко. Він був помічником президента Омара Бонго до його смерті в 2009 році. Потім працював військовим аташе в посольствах Габону в Марокко та Сенегалі.
У жовтні 2018 року повернувся до Габону, де він змінив зведеного брата президента Алі Бонго Ондімбу, полковника Фредеріка Бонго, на чолі розвідувальної служби Республіканської гвардії: Генерального директорату спеціальних служб (DGSS). У 2021 році він, зокрема, відновив операцію «Мамба». У квітні 2019 року отримав військове звання генерала
Бріс Оліґі очолив Республіканську гвардію Габону в квітні 2020 року, змінивши генерала Грегуара Куну, двоюрідного брата тодішнього президента Алі бен Бонго Ондімби. Він суттєво реформував відділ спеціального втручання (SIS), спеціальний підрозділ, підпорядкований безпосередньо президенту, збільшивши його кількість із приблизно тридцяти до понад 300 службовців. Оліґі також написав пісню, яка включала рядок «Я б захищав свого президента з честю та відданістю».
Згідно з розслідуванням Проєкту розслідування корупції та організованої злочинності (OCCRP) 2020 року, він володіє декількома об'єктами нерухомості в США вартістю понад 1 мільйон доларів, а також сприяв розширенню бізнесу Бонго за кордоном. Відповідаючи на запитання про ці угоди, Бріс Оліґі сказав, що це «приватна справа».
Представники режиму Бонго та інші, хто спілкувався з Оліґі описували його як «досить розумну людину, з якою легко спілкуватися», «скромну» та «людину консенсусу», яку «дуже цінують інші люди».

## Державний переворот у Габоні 2023 року
Після державного перевороту в Габоні 2023 року, який повалив президента Алі бен Бонго, Комітет з переходу та відновлення інституцій призначив Бріса Оліґі тимчасовим президентом Габону в оголошенні, яке транслювалося на державному телебаченні. Пізніше його носили на плечах радісні армійці, які називали його «президентом».
Пізніше того ж дня в інтерв'ю Le Monde Бріс Оліґі назвав Бонго «відставним» і сказав, що військові влаштували переворот через невдоволення, яке зростає в країні після інсульту Бонго в 2018 році, його рішення балотуватися на третій термін, нехтування конституцією країни та відмовою проводити вибори. Його призначення тимчасовим президентом було пізніше підтверджено іншими генералами, тоді як речник хунти заявив, що Оліґі офіційно вступить на посаду «перехідного президента» в штаб-квартирі конституційного суду 4 вересня.